# Андре Тринідаде да Коста Нето
Андре Тринідаде да Коста Нето (порт. André Trindade da Costa Neto, 16 липня 2001, Алгодоес) — бразильський футболіст, півзахисник клубу «Флуміненсе» та збірної Бразилії.

## Клубна кар'єра
Вихованець клубу «Флуміненсе». 16 вересня 2020 року дебютував за першу команду в матчі Кубка Бразилії проти «Атлетіко Гояніенсе» (1:0), а за чотири дні в матчі проти «Спорт Ресіфі» (0:1) він дебютував у бразильській Серії A. 4 липня 2021 року в поєдинку проти «Фламенгу» (1:0) Андре забив свій перший гол за «Флуміненсе». З командою у 2023 році виграв чемпіонат штату Ріо-де-Жанейро та Кубок Лібертадорес.

## Міжнародна кар'єра
20 червня 2023 року в товариському матчі проти збірної Сенегалу (2:4) Андре дебютував за збірну Бразилії, вийшовши на заміну на 74-й хвилині замість Лукаса Пакета.

## Досягнення
- Чемпіон штату Ріо-де-Жанейро: 2023
- Володар Кубка Лібертадорес: 2023
- Переможець Рекопи Південної Америки: 2024